# António Maria Eusébio

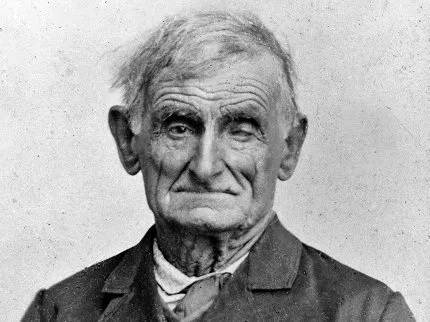
António Maria Eusébio

António Maria Eusébio,  o “Calafate” ou o “Cantador de Setúbal”,  (Setúbal, 15 de Dezembro de 1819 — Setúbal, 22 de Novembro de 1911) foi um poeta popular português.

## Biografia
António Maria Eusébio nasceu a 15 de dezembro de 1819, na casa n.° 58 da Rua dos Marmelinhos (rua que hoje tem o seu nome), na freguesia de São Julião, concelho de Setúbal, e era filho de José Inácio e de Teresa de Jesus.
Conhecido por o Calafate devido à profissão de artífice da construção de barcos de madeira e por o “Cantador de Setúbal” pelo tema, quase constante dos seus poemas: a cidade de Setúbal que tanto amou.
Para além da cidade, António Maria Eusébio versejou sobre as gentes, os hábitos, o ridículo do seu tempo, em que não faltam os retratos pessoais, sociais e políticos, as cenas de erotismo jocoso, a descrição das situações e as máximas proverbiais da vida.
António Maria Eusébio casou, em 13 de maio de 1854, com Gertrudes Magna Claro, na Igreja de Santa Maria da Graça.

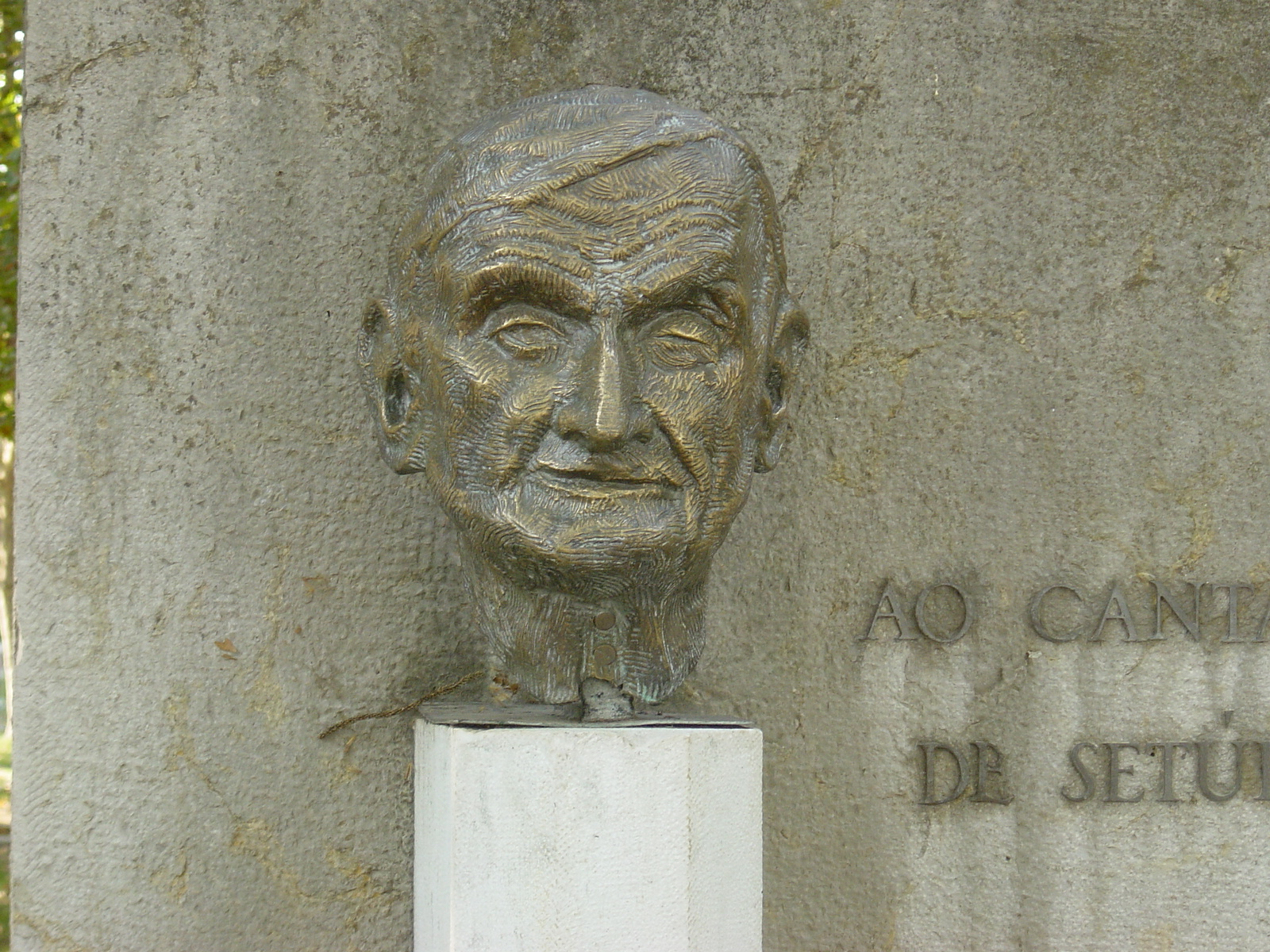
António Maria Eusébio. Busto (Setúbal)

Já octogenário, o poeta Calafate publica pela primeira vez os seus versos em folhetos (meio muito usado pelos poetas populares para dar a conhecer os seus versos), ganhando com isso alguns tostões para sua subsistência. Deve-se à iniciativa do general Henrique das Neves e a dádivas de muitos amigos do poeta a publicação dos folhetos na então Tipografia Mascarenhas.
Na primeira edição dos folhetos dava-se a seguinte explicação: Ao amigo do autor afigurou-se-lhe que, publicando em edição especial estas Recordações, não somente contribuiria para afirmar mais uma vez o engenho do Cantador de Setúbal, auxiliando-o conjuntamente com a receita que daqui lhe possa advir, mas também se lhe afigurou que enriqueceria a nossa literatura popular com uma obra de singular valor no seu género literário.
Em 1901, e por iniciativa também de Henrique das Neves, são impressos 600 exemplares de Versos do Cantador de Setúbal, com prefácio de Guerra Junqueiro.
O poeta Calafate, como carinhosamente é recordado em Setúbal, era um homem analfabeto (iletrado), mas os seus poemas são uma constante lição de sabedoria. São dele os versos que se transcreve, verdadeiro resumo de uma vida inteira, inscritos no pedestal do seu busto (acima ao lado):

“O padre do chicote

Já vi varões sem firmeza
Fidalgos sem fidalguia,
Senhores sem senhoria
E morgados sem riqueza;
Já vi pobres sem pobreza;
Mestre sem ter aprendiz;
Taverneiro sem ter giz, 
Soldado sem ter capote,
Mas padre andar de chicote,
... só o prior da matriz.”

— António Maria Eusébio, o Calafate
"Nunca fui mal procedido.
Nunca fiz  mal a ninguém.
Se acaso fiz algum bem
não estou disso arrependido.
Se mau pago tenho tido,
são defeitos pessoais.
Todos seremos iguais
no reino da eternidade.
Na balança da igualdade
Deus sabe quem pesa mais."
António Maria Eusébio faleceu em 22 de novembro de 1911.

## O reconhecimento
Decorrido cerca de um ano sobre a impressão dos seus versos, um grupo de intelectuais, nomeadamente Guerra Junqueiro, Ana de Castro Osório, José Leite de Vasconcelos e Afonso Lopes Vieira, fez publicar uma revista de homenagem, aquando do 82.º aniversário natalício do poeta. António Maria Eusébio, que viveu até aos 91 anos, ainda viu o seu valor como poeta
ser-lhe reconhecido em vida.
Dele disse Leite de Vasconcelos:
"Em 1902 passei parte do verão em Setúbal. Uma tarde recebi um recado de Paulino de Oliveira para ir a casa d'elle, porque estava lá o Cantador, a quem eu desejava conhecer pessoalmente. Fui, e confesso que, quando encarei com aquelle velho de 81 annos, rijo e de aspecto inculto, a recitar bellos versos da sua lavra, me senti bastante impressionado. O Cantador é alto, encorpado, de voz grossa. Diz os versos com emphase no tom e no gesto, dá-lhes vida, e communica também a propria emoção a quem o ouve. Que forte organização poetica! E comtudo é analphabeto; mal sabe lêr lettra redonda, e só esta, pois na de mão não entra. Elle mesmo o confessa nos versos em que se refere aos elogios que lhe fez Guerra Junqueiro:
Como posso agradecer
Tanta bondade e affecto
Sendo um pobre analphabeto,
Infeliz até morrer?
As suas produções são numerosas: Versos do cantador de Setubal, Lisboa 1901, vol. de XVI-120 pag.; Tudo e nada, Lisboa 1901, folheto de 8 pag.; e uma serie de pliegos sueltos, como por exemplo: Cantigas para guitarra (pelo menos ha tres folhetos com este titulo); Cantigas (ha também tres, pelo menos, com este titulo); Versos bregeiros; Cantigas á guerra de Hespanha e festa d'Arrabida (assuntos bem heterogeneos!), Quadras glosadas sobre a guerra hispano-americana."
(Vasconcellos, J. Leite de. O Cantador de Setúbal. Esboceto litterário. Setúbal, Typ. de J. L. Santos & C.ª, 1902. 1 fol., 8 p. (Separata da Homenagem ao Cantador, Setúbal, 15 de Dezembro de 1902.)

## Obras
A edição mais recente dos seus poemas é de 1985 e 2008, em três volumes. A recolha de textos e organização, introdução e notas são da autoria de Rogério Peres Claro, bisneto do poeta.
- Versos do cantador de Setúbal. Vol I, Lisboa : Ulmeiro, 1985. ISBN 972-706-106-0
- Versos do cantador de Setúbal. Vol II, Lisboa : Ulmeiro, 1985. ISBN 972-706-107-9
- Versos do cantador de Setúbal. Vol. III, Setúbal ; Centro de Estudos Bocageanos, 2008. ISBN 978-972-98682-6-9

## Homenagens

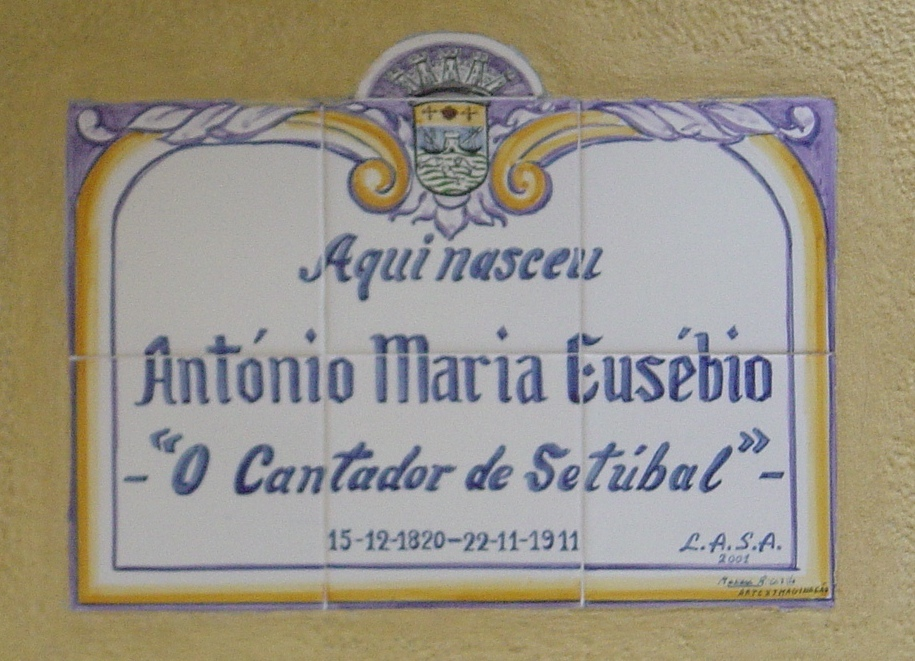

- A Câmara Municipal de Setúbal atribuiu o seu nome à rua onde nasceu.[3]
- Em 29 de dezembro de 1968, por  iniciativa do Rotary Club de Setúbal, foi colocado, no Parque do Bonfim, em Setúbal, um busto, da autoria do escultor Castro Lobo, de bronze e mármore branco, dedicado à sua memória.[3]
- A Liga dos Amigos de Setúbal e Azeitão promoveu a colocação de uma placa comemorativa na casa onde António Maria Eusébio nasceu.[5]
- No bicentenário do seu nascimento, um conjunto de entidades promoveu uma exposição bio-bibliográfica.[6]

## Alguns poemas
- Na página de Maria da Conceição Quintas. (consultado em 4 de Abril de 2010)
- De erotismo jocoso no blogue o calafate. (consultado em 4 de Abril de 2010)